# Parti nationaliste (Grèce)
Le Parti nationaliste grec, en grec : Κόμμα Εθνικοφρόνων (Komma Ethnikofronon), était un parti politique grec conservateur et expansionniste actif dans les années 1865 à 1909. Il était principalement opposé au Nouveau Parti de Charílaos Trikoúpis.

## Activité
Le parti nationaliste a été formé  après le règne d'Othon Ier de Grèce lorsque les « puissances protectrices » (Russie, France, Royaume-Uni) du royaume se retirèrent officiellement du jeu politique. Les partis clients, Parti anglais, russe et français disparurent laissant la place à un bipartisme assurant une alternance au pouvoir. 
Le premier chef du Parti nationaliste fut Alexandros Koumoundouros, qui occupa dix fois le poste de Premier ministre de la Grèce. Il sut attirer les conservateurs du vieux parti russe ainsi que quelques-uns des deux autres partis pour mener une stratégie cohérente reposant sur des personnalités de droite. C'est Theodoros Deligiannis qui lui succéda aussi bien à la tête du parti que comme Premier ministre. En attisant le désir populaire d'expansion nationaliste, Deligiannis a été en mesure de tirer profit des évènements militaires pour se maintenir au pouvoir.
Deligiannis a été assassiné en 1905 par un joueur qui voulait s'opposer à la proposition Deligiannis d'encadrer le jeu. Avec la mort de Deligiannis, le parti nationaliste a commencé à décliner. La plupart des dirigeants conservateurs suivirent Dimítrios Goúnaris au sein du groupe japonais, qui forme plus tard le Parti du peuple.

## Les dirigeants du parti
- Alexandros Koumoundouros (1865-1882)
- Theódoros Deligiánnis (1882-1905)

- (en) Cet article est partiellement ou en totalité issu de l’article de Wikipédia en anglais intitulé « Nationalist Party (Greece) » (voir la liste des auteurs).